# Isla Mujeres (Messico)
Isla Mujeres è un comune dello stato di Quintana Roo, nel Messico meridionale, con capoluogo la località omonima.
È costituito da Isla Mujeres, Isla Blanca, Isla Contoy e da un settore continentale al nord dello stato; conta 16.203 abitanti (2010) e ha una estensione di 1.100 km².
La municipalità deve il suo nome alle statue femminili ritrovate sull'isola principale nei pressi del tempio dedicato alla dea della fecondità Ixchel.